# Scomberomorus sinensis
Scomberomorus sinensis és una espècie de peix de la família dels escòmbrids i de l'ordre dels perciformes.

## Morfologia
Els mascles poden assolir els 218 cm de longitud total i els 80 kg de pes.

## Distribució geogràfica
Es troba des del Mar del Japó, la Mar Groga i la Xina fins al Vietnam i Cambodja (és capaç de penetrar 300 km amunt del riu Mekong).